# Ägg Benedict

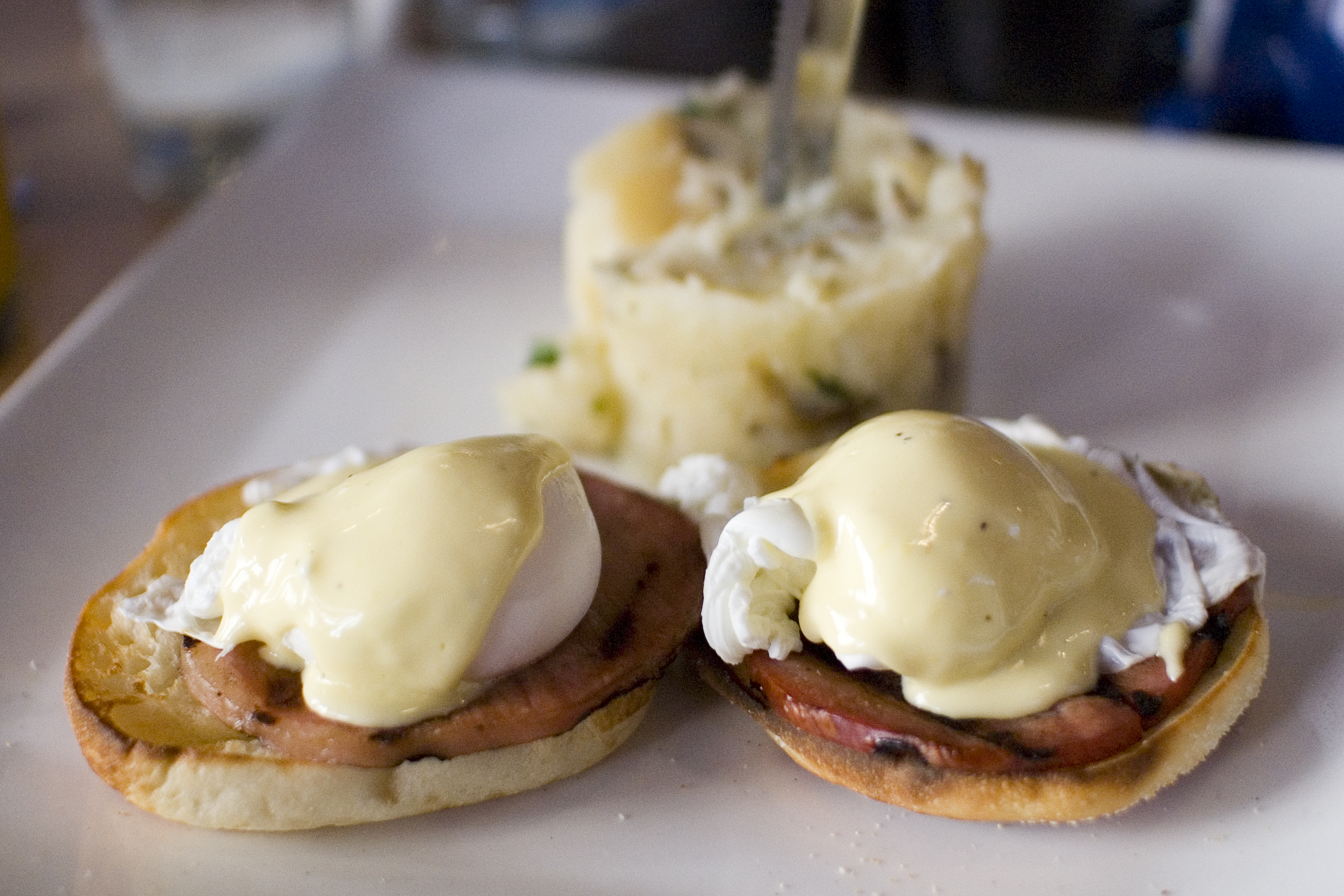
Ägg Benedict

Ägg Benedict är en maträtt som består av pocherade ägg serverade på bröd med hollandaisesås och skinka eller bacon.

## Varianter
- Ägg Florentine: Byt ut skinkan mot spenat.[1]
- Ägg Royale: Byt ut skinkan mot rökt eller gravad lax.
- Ägg Sardou: En kreolsk variant med kronärtskocka, spenat, hollandaisesås och ibland räkor.[1]